# Anne Spielberg
Anne R. Spielberg (* 25. Dezember 1949 in Philadelphia, Pennsylvania) ist eine US-amerikanische Drehbuchautorin und Filmproduzentin.

## Leben
Anne R. Spielberg wurde als zweitältestes Kind, und jüngere Schwester von Steven Spielberg, von Arnold Spielberg und Leah Posner in Philadelphia geboren. Sie hat zwei jüngere Schwestern: Susan (1953) und Nancy (1956). Nachdem sie bereits während ihrer Jugend bei den Filmen ihres Bruders als Produktionsassistentin aushalf, arbeitete sie auch nach ihrem Studium an der Arizona State University für ihren Bruder und war ab 1983 in dessen Produktionsfirma Amblin Entertainment angestellt. Mit dem Science-Fiction-Fernsehfilm  Time Warp hatte Spielberg ihr Debüt als Drehbuchautorin und mit der Komödie Big ihren größten Erfolg, da sie 1989 mit einer Oscarnominierung für das Beste Originaldrehbuch bedacht wurde. Allerdings zog sie sich anschließend aus dem Filmgeschäft zurück und war seitdem nicht mehr aktiv.

## Filmografie (Auswahl)
- 1963: Escape to Nowhere
- 1964: Firelight
- 1968: Amblin’
- 1975: Death: The Ultimate Mystery
- 1981: Time Warp
- 1988: Big

## Auszeichnungen (Auswahl)
Oscar
- 1989: Nominierung für das Beste Originaldrehbuch von Big

Saturn Award
- 1989: Auszeichnung für das Beste Drehbuch von Big